# PGO Scooters

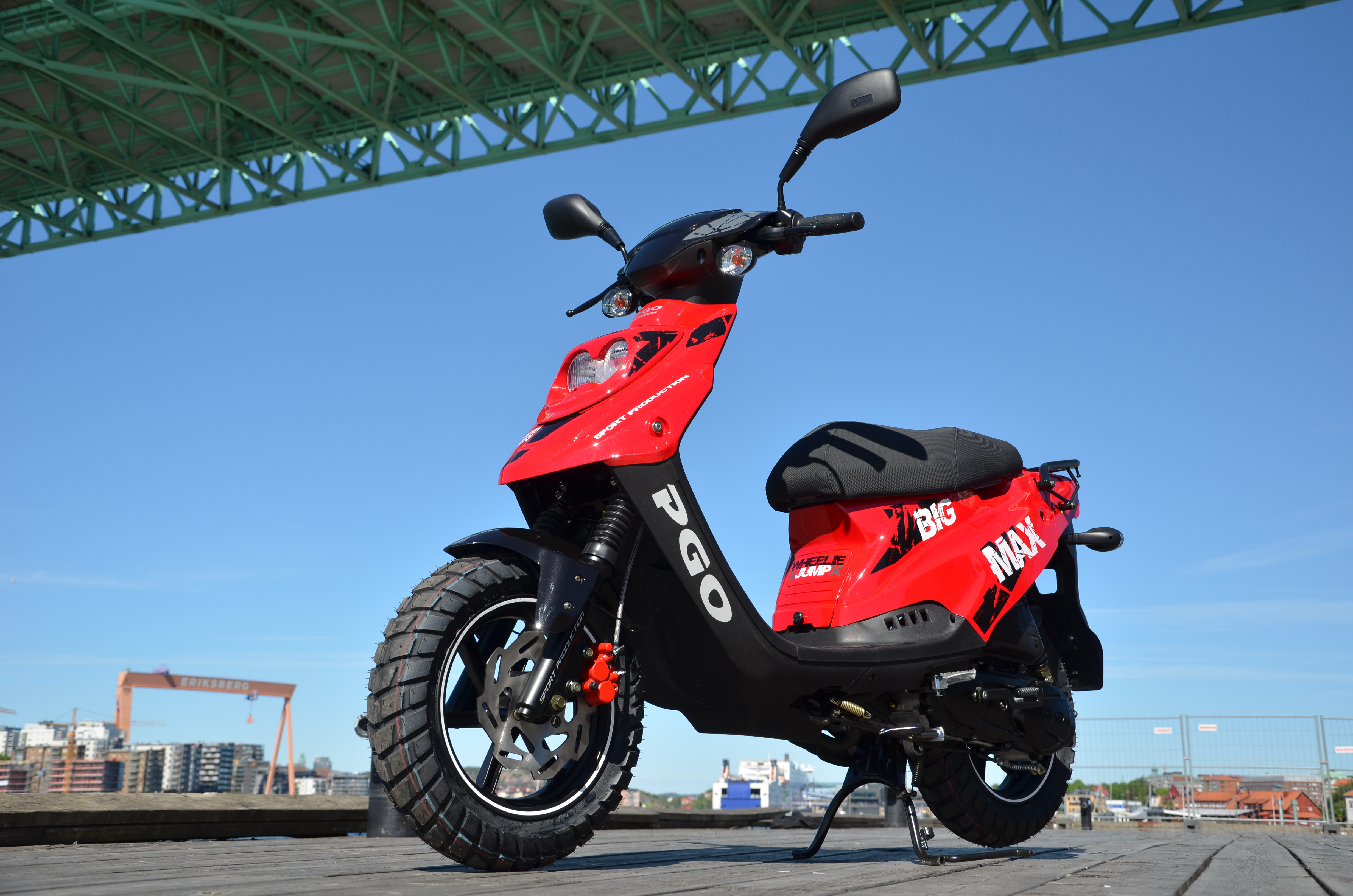
PGO Big Max SP 2017.

PGO Scooters är en taiwanesisk tillverkare av mopeder och fyrhjulingar. PGO grundades 1964, ett samarbete med den italienska scootertillverkaren Piaggio som även tillverkar Vespa, inleddes 1972. Samarbetet varade i 10 år fram till 1982. Sedan ca 20 år importeras PGO:s mopeder i Skandinavien av det danska företaget C. Reinhardt as. C. Reinhardt arbetar i Sverige under namnet Reinhardt Bikes. De modeller som finns i modellprogrammet 2017/18 är: Ligero, Big Max, Big Max SP, T-Rex och G-Max, samtliga modeller finns som både klass 1 och klass 2 moped.